# Don Pedro Colley
Don Pedro Colley (Klamath Falls, Oregon, 1938. augusztus 30. – Klamath Falls, 2017. október 11.) amerikai színész.

## Filmjei

### Mozifilmek
- A majmok bolygója 2 (Beneath the Planet of the Apes) (1970)
- THX 1138 (1971)
- The Legend of Nigger Charley (1972)
- Lapin 360 (1972)
- The World's Greatest Athlete (1973)
- Fekete Caesar (Black Caesar) (1973)
- This Is a Hijack (1973)
- Sugar Hill (1974)
- A kicsi kocsi újra száguld (Herbie Rides Again) (1974)
- Kék iguána (The Blue Iguana) (1988)
- Kabuto (1991, hang)
- Piranha (1995)
- A Hollow Place (1998, rövidfilm)
- Midnight Massacre (2016)

### Tv-filmek
- Vanished (1971)
- Gyilkosság San Franciscóban (Crosscurrent) (1971)
- Death Scream (1975)
- Casino (1980)
- Cagney és Lacey: A visszatérés (Cagney & Lacey: The Return) (1994)

### Tv-sorozatok
- Daktari (1967, egy epizódban)
- Iron Horse (1967, egy epizódban)
- The Virginian (1968, egy epizódban)
- Cimarron Strip (1968, egy epizódban)
- Here Come the Brides (1968, egy epizódban)
- The Wild Wild West (1968, egy epizódban)
- Daniel Boone (1968–1969, négy epizódban)
- A Bill Cosby Show (1970, egy epizódban)
- Adam-12 (1971, egy epizódban)
- Nichols (1971, két epizódban)
- Night Gallery (1971, egy epizódban)
- Banacek (1972, egy epizódban)
- Ironside (1972, egy epizódban)
- Search (1973, egy epizódban)
- Toma (1974, egy epizódban)
- San Francisco utcáin (The Streets of San Francisco) (1974, egy epizódban)
- Insight (1975, egy epizódban)
- Harry O (1975, egy epizódban)
- A farm, ahol élünk (Little House on the Prairie) (1977, egy epizódban)
- Starsky és Hutch (Starsky and Hutch) (1977, egy epizódban)
- The Bionic Woman (1977, egy epizódban)
- Space Academy (1977, egy epizódban)
- Fantasy Island (1978, egy epizódban)
- Tenspeed and Brown Shoe (1980, egy epizódban)
- Hazárd megye lordjai (The Dukes of Hazzard) (1981–1984, tíz epizódban)
- Bring 'Em Back Alive (1982, egy epizódban)
- Casablanca (1983, egy epizódban)
- The Paper Chase (1984, egy epizódban)
- A szupercsapat (The A-Team) (1984, két epizódban)
- What’s Happening Now! (1987, egy epizódban)

## További információ
- Hivatalos oldal
- Don Pedro Colley a PORT.hu-n (magyarul)
- Don Pedro Colley az Internetes Szinkronadatbázisban (magyarul)
- Don Pedro Colley az Internet Movie Database-ben (angolul)
- Don Pedro Colley a Rotten Tomatoeson (angolul)